# 日本女子野球連盟
日本女子野球連盟（にほんじょしやきゅうれんめい）とは1950年から1951年の2年間にわたって女子によるプロ野球リーグを運営した団体である。その後、1952年からはノンプロ（社会人）野球団体に改組し1959年まで存続。その後日本女子野球協会（にほんじょしやきゅうきょうかい。2002年設立のものとは関係ない。）が新設され、1971年まで存続した。本項では、日本女子野球協会を含めたノンプロ時代、前後の女子プロ・社会人野球の歴史についても記述する。

## 歴史

### 女子プロ野球誕生まで
1947年8月に文寿堂、ビクター横浜、オハイオ靴店、ビクター戸塚、日産自動車、横浜女子商業学校のアマチュア6チームが参加して行われたオール横浜女子野球大会がある。この大会には2万人の観客が詰めかけ新聞、雑誌、ニュース映画の取材も殺到して日本中に報道された。この大会では文寿堂チームが優勝、オハイオ靴店が2位となった。
この大会の人気に刺激され、銀座にあった『メリーゴールド』というダンスホールのダンサーたちが1948年に野球チームを結成し、上記のオハイオ靴店チームと試合を行った。その試合を見ていた小泉吾郎が女子による野球を興行として行うことを発案し、横浜女子商業の選手6名とメリーゴールドの選手を合流させて1948年7月に『東京ブルーバード』を結成した。これが非公式ながら日本初の女子プロ野球チームと言われる。
東京ブルーバードは1948年から1949年にかけて地方遠征を行い、地元のアマチュア男性チームと試合を行った。当初の北海道遠征は興行的にも成功したものの1949年の中国・九州遠征は地元興行師との折り合いがつかないなどの理由で失敗に終わり、東京ブルーバードは解散してメリーゴールドの単独チームに戻った。
しかし小泉は引き続き女子プロ野球に情熱を燃やし、1949年5月に新たに選手を一般公募して『ロマンス・ブルーバード』を結成した。入団テストに際しては、「野球の腕前もさることながら、独身で容姿端麗という点も重視した」（小泉自身の言）。この時に入団した新人から後に「鉄腕麗人投手」と呼ばれる大島雅子投手、「女土井垣」の異名をとった富岡聡子捕手などの名選手が生まれた。チームの初代監督には元東京巨人軍の山本栄一郎を迎えたがチームの財政基盤は脆弱で、給料も満足に払えず地方出身の選手の多くが小泉の自宅に居候していた。
ロマンス・ブルーバードは1949年8月から北海道遠征を行った。この際にはメリーゴールドチームと帯同し同チームとの対抗試合ならびに地元チームとの親善試合を行ったが、選手不足もあり大島などは10日間連投という酷使をされた。この遠征も興行的には失敗で、小泉は多額の借金を抱えることになった。
当時は男子のプロ野球ですら1946年にようやくリーグ戦が再開されたばかりで、球団の多くが赤字を親会社に補填してもらってようやく運営している状態であった。そのため、女子プロ野球の前途を悲観する声も多かった。

### 日本女子野球連盟の成立
そのような状況の中でも、1950年に入ると次々と新しい女子プロ野球球団が誕生した。
- 『レッドソックス』：1月に小泉の依頼を受けた関浦信一を代表として結成された。
- 『ホーマー』：2月に東京・京橋のホーマー製菓の青井英隆社長（あおい輝彦の父[4]）が早稲田大学野球部時代の先輩だった市岡忠男に依頼されてスポンサーとなり結成された。
- 『パールス』：2月に国際観光を母体として結成された。

これらのチームは、一般公募から選抜した選手（相変わらず「容姿端麗」が選抜基準の1つとなっていた）とブルーバードやメリーゴールドに所属していた選手を分配トレードする形で構成された。
これらの4チームの球団代表が連盟を結成することで同意し日刊スポーツ社に事務方を依頼した結果、同社の井上（斎藤）弘夫が事務局長となり1950年3月28日に日本女子野球連盟が結成された。連盟の理事会において6月から11月までの間に公式リーグ戦30試合を連盟主催で行うこと、また新規加盟希望球団については開放主義で受け入れることなどが合意された。ただし、リーグ戦については後述の連盟分裂などの影響で1950年シーズンに関しては機能しなかったようである。

### 1950年
1950年4月10日、日本女子野球連盟の初めての公式戦となる日本女子野球連盟結成記念トーナメント大会が1万7000人の観客を集めて後楽園球場で開催された。
- （第1試合）ロマンス・ブルーバード 14 – 2 レッドソックス
- （第2試合）ホーマー 6 – 0 パールス
- （決勝戦）ロマンス・ブルーバード 12 – 1 ホーマー

最高殊勲選手は大島雅子投手（ロマンス・ブルーバード）であった。
トーナメント終了後、2ヵ月にわたってブルーバードとレッドソックス、パールスとホーマーがそれぞれ組になって地方遠征を行った。各地で3000人以上の観客を集めるなど女子プロ野球人気は盛り上がり、それに乗って各地に新しい球団が誕生した。その数は最大で25チームにもなったが、多くのチームは資金難で半年以内に消え去っている。以下は比較的長期間存続したチームである。
- 『エーワン・ブリアンツ』：エーワンポマード本舗がスポンサー。「ブリアンツ」は英語の"Brilliants"だが、カタカナでは「ブリアンツ」と表記された。球団経営に際しては宣伝意識の強い他球団より本腰だったと言われ、結成当時の入団テストでは審査員としてヴィクトル・スタルヒンや杉下茂といった男子プロ野球選手が担当した。チームはその後、親会社が名古屋発祥だったことから中日ドラゴンズよりペットネームを拝借し、「エーワン・ドラゴンズ」と改称した。
- 『京浜ジャイアンツ』：京浜急行電鉄、京浜百貨店（現：京急ストア）がスポンサー。
- 『わかもとフラビンズ』：わかもと製薬がスポンサー。ローズ女子野球団の選手を引き継いで結成された。「フラビン」はビタミンB2の学名「リボフラビン」から採られた。

その他、地方で結成されたチームには下記のようなものがある。
- 名古屋レインボー
- 滋賀レーク・クイン
- 京都ヴィナス
- 京都ラアミース
- 大阪ダイヤモンド
- 神戸タイガース（大阪タイガースとは無関係）
- 京都マルエイイーグルス
- 大阪日日シスターズ
- 神戸ダークホース

この頃、トップクラスのスター選手でも月給は7000円程度（年収10万円程度）であった。男子プロ野球のトップスターである大下弘の年収が150万円弱、同時期に行われていた女子競輪の年間獲得賞金額が平均20万円前後であり、銀行員の初任給が3000円、あんパンが1個10円、喫茶店のコーヒーが1杯30円だった時代である。
1950年7月には完成したばかりの後楽園球場の照明施設を利用して、ナイト・ゲームによる読売優勝旗争奪戦が日本女子野球連盟所属の4チームによって行われた。
- （第1試合）パールス 2 – 3 レッドソックス
- （第2試合）ロマンス・ブルーバード 7 – 15 ホーマー
- （3位決定戦）ロマンス・ブルーバード 7 – 13 パールス
- （決勝戦）ホーマー 4 – 6 レッドソックス（ホーマーの三宅千恵子投手はレッドソックス打線をノーヒットに抑えたが、味方守備陣の10個のエラーで6点を取られて敗戦投手となった。）

ロマンス・ブルーバードは主力選手の流出による弱体化が著しくなっていた。さらに連盟内において「健全スポーツ」を目指すレッドソックス、ホーマー、パールスに新加盟のエーワン・ブリアンツとわかもとフラビンズが同調しあくまでも興行=ショーとしてのプロを目指すロマンス・ブルーバードは孤立無援の状況となった。そのため、女子プロ野球の創始者としての自負もあった小泉とブルーバードは8月に日本女子野球連盟を脱退した。
また、この頃には各チームとも企業スポンサーをバックに持つようになり日産パールス、 三共レッドソックス、富国ホーマー（富国興業）などと改称した。ブルーバードの脱退後、日本女子野球連盟所属のチームは上記3チームにエーワン・ブリアンツ、わかもとフラビンズ、京浜ジャイアンツ、クロス・スターズ、京都ラアミース、京都ヴィナス、滋賀レーク・クイン、神戸タイガースを加えた11チームとなった。
ロマンス・ブルーバードと小泉は9月になって名古屋レインボー、京都ラアミース、大阪ダイヤモンド、神戸タイガースなどと共に11チームで「全日本女子野球連盟」を結成した。全日本連盟は9月末に東京・後楽園球場と大阪球場の2カ所で四都市代表優勝大会を開催したが11月になるとブルーバードの主力選手が相次いでわかもとフラビンズに移籍し、チーム自体が解散の憂き目を見ることになった。全日本連盟もその後程なくして消滅した。小泉はブルーバード解散後は女子プロ野球から手を引き、芸能界の興行を手がけるようになった。
ブルーバードならびに全日本連盟の解散後も、日本女子野球連盟側は引き続き公式戦を行っている。1950年のシーズン最後の大会は、11月に行われた関東女子野球大会だった。決勝戦は三共レッドソックスとわかもとフラビンズの対戦となり、三共が勝利している。

### 1951年
1951年シーズン開始前に、親会社の富国興業が手を引いたためにホーマーは解散した。また、日産パールスも日産グループが手を引いて単にパールスとなり監督の伊奈大二郎個人による運営となったが、1951年のシーズン途中で岡田乾電池がスポンサーとなって岡田バッテリーズと改称した。
1951年シーズン最初の公式戦は、4月9日に後楽園球場で行われたオール関東トーナメントだった。
- わかもとフラビンズ 6 – 3 京浜ジャイアンツ
- パールス 6 – 0 エーワン・ドラゴンズ
- 三共レッドソックス 0 – 1 わかもとフラビンズ
- （3位決定戦）三共 5 – 7 エーワン
- （決勝戦）わかもと 8 – 5 パールス

最高殊勲選手は3試合すべてに連投した大島雅子投手（わかもとフラビンズ）であった。
5月には新宿西口に東京生命球場が完成し、女子プロ野球の本拠地として使用されることになった。
1951年シーズンは前後期に分けて公式リーグ戦を行った。前期は8勝4敗でパールスを引き継いだ岡田バッテリーズが優勝した。順位は下記の通りである。
| 順位 | チーム名             | 勝 | 敗 |
| ---- | -------------------- | -- | -- |
| 1    | 岡田バッテリーズ     | 8  | 4  |
| 2    | 京浜ジャイアンツ     | 7  | 5  |
| 2    | わかもとフラビンズ   | 7  | 5  |
| 4    | 三共レッドソックス   | 5  | 7  |
| 5    | エーワン・ドラゴンズ | 3  | 9  |

後期は岡田バッテリーズとわかもとフラビンズが共に5勝3敗で同率となり優勝決定戦を行った結果、わかもとフラビンズが後期優勝となった。
12月1日には前期優勝の岡田バッテリーズと後期優勝のわかもとフラビンズによる日本選手権試合が後楽園球場で4000人のファンを集めて行われ岡田が3-2で勝利、年間優勝を決めている。
また8月12日に、岡田バッテリーズの田辺桂子投手が女子プロ野球史上唯一の完全試合を京浜ジャイアンツ戦で達成している。

### プロからノンプロへ
1952年のシーズン前に、日本女子野球連盟はそれまで女子「プロ」野球を標榜していたものをノンプロ=社会人野球に転換した。「プロ」と言っても企業のバックアップがなければ経営が成立しないことがはっきりしたこと、審判を主に社会人野球の審判に依頼していたため「『プロ』の名称はまずい」というクレームがついたことなどが理由である。また特に地方遠征の手配などは前時代的な興行師に委ねざるを得ない状況であり、このままでは多数の妙齢の女性を抱える球団として問題が起こりかねないという懸念もあった。
選手たちは親会社の社員となってシーズン中も勤務し、午後勤務を終えてからクラブ活動として野球の練習を続けるという形になった。ただし、地方遠征の際には出張扱いとするなど配慮はされていた。
プロからノンプロへの移行期に圧倒的な強さを発揮したのは岡田乾電池（旧岡田バッテリーズ）であった。同チームはプロ時代の1951年に始まって、1955年まで5年連続で日本選手権を制覇している。岡田乾電池の強さの原動力となったのは田辺桂子・君島政子の両エースであり、君島は4番打者としてもチームを牽引した。
1953年1月、東京都世田谷区の紅梅製菓が女子野球部を設立し日本女子野球連盟に加盟した。チーム名は『紅梅ミルクキャラメル』だった。しかし同チームは1954年には解散し、主力選手は同じ製菓メーカーの坂口翁女子野球部に移籍した。1954年秋季の順位表は下記の通りである。
| 順位 | チーム名         | 勝 | 敗 | 分 |
| ---- | ---------------- | -- | -- | -- |
| 1    | 岡田乾電池       | 8  | 2  | 0  |
| 2    | 三共             | 6  | 4  | 0  |
| 3    | エーワンポマード | 5  | 4  | 1  |
| 3    | 京浜急行         | 5  | 4  | 1  |
| 5    | 坂口翁           | 4  | 6  | 0  |
| 6    | わかもと製薬     | 0  | 8  | 0  |

1955年のシーズン後、5連覇を達成した岡田乾電池がレイ・オ・バック社に吸収合併されたために解散した。エースの田辺桂子、君島政子をはじめとする主力選手もそれを機に現役を引退した。
1956年6月には坂口翁も解散となったが、8月に白元が旧岡田乾電池と坂口翁の選手を引き継いで女子野球部を創設した。しかし12月にはエーワンポマード本舗も解散となり残る球団は三共、京浜急行、わかもと、白元の4チームとなった。
1958年にはわかもとが解散した。ほぼ同時に久光製薬サロンパス本舗が女子野球部を創設し、主力選手はサロンパスに引き取られた。
1958年から1962年まで、三共が日本選手権5連覇を果たした。三共の中心選手はエースで4番の大和田恵美子投手、助監督の秦孝子捕手、主将の中村桂子投手などだった。特に大和田は、身長170cmと恵まれた体格を活かした剛速球で名をはせた。大和田は1957年新人王、1958年から1961年まで4年連続で最優秀投手、1961年1962年最高殊勲選手、1965年首位打者など数々のタイトルを獲得した。秦の引退後は助監督も務めた。
この間1959年、日本女子野球連盟が解散し日本女子野球協会が設立された。同時に、選手のユニフォームもショートパンツから長ズボンに変更された。6月には京浜急行が女子野球部を解散した。
その後、下記のようなチームが生まれては消えていった。
- キンケイ食品：1959～1960年
- リコー時計：1963～1966年
- ニッカウヰスキー：1966～1967年

三共の全盛時代の後、1963年から1967年まで5連覇を果たしたサロンパスの中心となったのはエースで4番の近藤信子投手であった。近藤はもともと1950年のプロ創設時から内野手としてプレーしていたがいったん引退するなど紆余曲折の末にサロンパスに加入し、20代後半になってから才能が開花した遅咲きの選手であった。1963年から1967年まで5年連続で最高殊勲選手、1963年から1966年まで4年連続で最優秀投手を受賞し「おんな長嶋」の異名を取った。1965年春季のリーグ戦で近藤は7勝0敗（7完封）、防御率0.1という驚異的な成績を残している。オーバースロー、サイドスロー、アンダースローを使い分けカーブ、シュート、スライダーといった変化球を駆使する近藤の前に相手チームは凡打の山を築いた。三共の大和田とサロンパスの近藤の対決は、どちらが投げてどちらが打つ場合も1960年代前半における女子野球最大の名勝負と言われた。

### 終了
1966年、白元とリコー時計が相次いで女子野球部を解散し同年参入したニッカウヰスキーも短命に終わったことから女子ノンプロはサロンパスと三共の2チームのみの編成となり、リーグ戦も満足に行うことができない状態となった。また1967年にはサロンパスチームを支えてきた近藤が引退し、後に続くスター選手も生まれなかった。この年を最後にリーグ戦が休止となった。
こうした状況の中で、1970年11月には三共女子野球部が解散した。ついに1チームのみとなったサロンパスも同年のシーズン後に部員18名のうち結婚準備や故障などを理由に11人が引退することになり、部員は残り7名となった。続く1971年に入っても新人は1人しか獲得できず、試合すらできない状況となった。そのためサロンパス女子野球部は再建を断念し、3月に解散した。
こうしてプロ野球から数えて22年目に、日本女子野球協会の歴史は幕を下ろした。

### その後
フィクションの世界においては1975年、『野球狂の詩』（水島新司）に「日本初の女性プロ野球選手」水原勇気が登場した（『野球狂の詩』自体は1972年連載開始）。同作品は1977年に実写映画やアニメにもなるなど人気を呼んだが実際には当時は日本プロフェッショナル野球協約第83条「不適格選手」に「1.医学上男子ではないもの」という項目が明記されており、女子が（男子の）プロ野球に参加することは禁止されていた。なお、『野球狂の詩』の中ではこの問題をコミッショナー裁定によって特例として入団を認めるという形で処理している。
1978年3月、フジテレビの番組『オールスター対抗!女子野球大会』の企画で『ニューヤンキース』が結成された。チームはジャニーズ事務所の所属として、大下弘を監督に据え、視聴者から選手を一般公募し2,500人の応募者の中から選ばれた35人（平均年齢18歳）を女子野球選手として鍛え、芸能人の野球チームと対戦させるものであった。選ばれた選手の中には広岡達朗の長女もいたが、チームが芸能活動を始めると父である広岡の意向で退団となった。この時、元女子プロ野球選手の近藤信子（元サロンパス）と中村桂子（元三共）もコーチを依頼されて選手たちを指導している。
この企画は当時人気だった女子プロレスのビューティ・ペアの野球版を狙ったもので、テレビという新しいメディアを通じて「興行としてのプロ」を目指したものであった。会場は主に横浜スタジアムで、当初は土曜日19:30～20:54というゴールデンタイムに放映されたが、平均視聴率が10%に届かず5か月後に『欽ドン!』が再開されるのに伴って放映時間がゴールデンから格下げになった。その後、メンバーから選抜した3人を「スリーヤンキース」として歌手デビューさせたり女子プロレスにならって悪役軍団（『ブラックイーグルス』）を登場させるなどのテコ入れを行ったが、実らず1年後の1979年3月には放映終了、チームもしばらくして解散した。
この番組を見た鈴木（旧姓富岡）聡子（元ブルーバード→わかもと）は「あの程度の実力ならわたしたちもまだ負けやしない」と元プロ・ノンプロの仲間たちに声を掛け、クラブチーム『ブルーエンゼルス』を結成した。さらにニューヤンキースの指導にあたっていた近藤も選手たちのプレーぶりに歯がゆさを感じたのか、自ら1978年に元プロ選手を中心に「東京スターズ」というチームを結成した。
これらの動きに刺激されて1980年代以降、各地で女子野球クラブチームが結成されると共に、大学・高校などでも女子硬式野球部が設置されるようになり女子野球の灯が再び点るようになってきており、女子プロ野球も2009年の日本女子プロ野球機構設立に伴い、関西基点ではあるものの復活の兆しを見せている。
1991年に日本野球機構が「不適格選手」の項目から「医学上男子ではないもの」の項目を撤廃し、協約上は女子選手がプロ野球に参加することが可能となった。同年、早速2人の女性がオリックス・ブルーウェーブの入団テストを受けるなどこれまで数名がプロ野球チームの入団テストに挑んできたが、現在までのところ合格した女子選手はいない。
2008年11月、2009年に発足する関西独立リーグに参加する神戸9クルーズがリーグのドラフト会議で16歳の吉田えり投手を指名。12月に正式に入団が発表され、男子選手とプレーする日本で最初の女子プロ野球選手になった。
一方、2009年には日本女子野球連盟の元プロ選手が中心となって「大阪シルバーシスターズ」が結成され、70代の高齢な選手ながら現役で活動している。
なお、日本国外ではアイラ・ボーダーズが1997年に女性として初めてアメリカ独立リーグに加入し話題になった。彼女は2000年に近鉄バファローズのテストも受けている。

## ルール
- ボールは超準硬球を使用
- バッテリー間の距離は16.8m/55フィート（男子プロ野球は18.44m/60フィート6インチ）
- 塁間は25.9m/85フィート（男子プロ野球は27.43m/90フィート）
- 通常の公式戦は7イニング制。日本選手権などでは9イニング制を採用する場合もあった。
- ユニフォームは、1950年から1959年まではショートパンツだった。1959年以降は長ズボンになった。

## 各年度の日本選手権優勝チーム
1951年から1967年まで春季と秋季の2回に分けてリーグ戦を行い、それぞれの勝者によって日本選手権を行った。
| 年     | 優勝チーム       |
| ------ | ---------------- |
| 1951年 | 岡田バッテリーズ |
| 1952年 | 岡田乾電池       |
| 1953年 | 岡田乾電池       |
| 1954年 | 岡田乾電池       |
| 1955年 | 岡田乾電池       |
| 1956年 | わかもと製薬     |
| 1957年 | 白元             |
| 1958年 | 三共             |
| 1959年 | 三共             |
| 1960年 | 三共             |
| 1961年 | 三共             |
| 1962年 | 三共             |
| 1963年 | サロンパス       |
| 1964年 | サロンパス       |
| 1965年 | サロンパス       |
| 1966年 | サロンパス       |
| 1967年 | サロンパス       |

## 実力
三共レッドソックスを率いた岡田源三郎監督は、全盛時代の三共について「甲子園に出場する高校野球のBクラスよりも、ちょっと上くらいの実力がありました」と語っている。また、ノンプロ野球の本業とも言える親会社の取引先との接待野球試合においては相手チームの多くが甲子園出場経験者を助っ人として呼んで対戦に臨んだにもかかわらず「本気で対戦したら全部勝っていた」「力の差がはっきりしている時には、わざと三振することもあった」と述懐している。他方で同じ三共が広島東洋カープの二軍と親善試合を行ったところ、先発投手の投げるボールを「片っ端から場外ホームランされた」という述懐もある。

## 衰退の理由
- 日本女子野球連盟の内部抗争は「ショー」「興業」派のロマンス・ブルーバードを追放して「健全スポーツ」派が勝利した形になったが、それによってそれまで女子プロ野球が持っていた一種猥雑なショー的要素がなくなってしまった。そのため観客動員も低下してプロとして独立採算で経営することが難しくなり、スポンサー企業をつけたノンプロの形以外での存続が難しくなった。
- 当時も女子野球部がある中学・高校はほとんどなかった。男子プロ野球が高校野球という選手の供給源を持っており新人でも数年間の球歴があるのに対し、女子プロ野球はソフトボールから転向した者はいても入団してから本格的に野球を始めた選手がほとんどだった。さらに、男女の筋力差からパワーやスピードの点でも男子プロ野球に比べると見劣りしていた。例えば、ランニングホームランはあったもののフェンス越えのホームランは女子プロ・ノンプロ野球を通じて1本も生まれなかったと言われる。これらの点から、「健全スポーツ」として観客を感動させるような試合をするには実力不足であった面が否めない。
- 当時の社会風潮から実力がありながらも結婚や家庭の事情等で若くして引退を余儀なくされる選手も多く、選手寿命が短かったために選手個人のファンがつきにくかった。一部のトップ選手とそれ以外の選手の技術的な格差が大きく1人の中心選手が故障や引退でチームを離れると途端にチーム力が下がるほど選手層が薄かったこともあって、リーグを引っ張るスター選手が継続して現れるような形にはならなかった。
- 1960年代後半はテレビが急速に普及し、各企業の広告戦略がテレビCMにシフトしていった時代であった。それまで企業の広告塔として充分な費用対効果を挙げていると考えられていた女子野球に対して広告効果の面でも疑問符が付けられるようになり、解散に追い込まれるチームが増えた。